# TNCA Serie E
TNCA Serie E era a designação de uma família de vários monoplanos construídos no México pela "Talleres Nacionales de Construcciones Aeronáuticas" ("Oficinas Nacionais de Construção Aeronáutica").

## Projeto e desenvolvimento
A primeira aeronave da família Serie E foi um monoplano de asa baixa com o número de registro "2-E-98", que foi apelidado de "Sonora", este avião fez seu primeiro voo em 2 de março de 1922. Era equipado com um motor giratório le Rhône 9J de 9 cilindros e 110 cv (82 kW), superando as expectativas, com desempenho significativamente superior ao de aeronaves similares da época. Apesar de seus benefícios, o avião não foi produzido em série, pois para o Consultor Técnico do Departamento de Aviação Ralph O'Neill, a aeronave não poderia ser utilizada para fins militares. O "Sonora" esteve em serviço com a Força Aérea Mexicana até 1925 e depois foi desmontado, sendo vendido a um particular.
Ángel Lascurain e Antonio Sea fizeram um redesenho do "Sonora", desta vez era um monoplano de asa alta que recebeu o registro "3-E-130" e foi apelidado de "Tololoche", que fez seu primeiro voo no final de março de 1923 O "Tololoche" era equipado com um motor giratório Le Rhône 18E de 18 cilindros (2 fileiras de 9) refrigerado a ar, também tinha duas metralhadoras sincronizadas com a hélice. A fuselagem foi feita em uma estrutura monocoque coberta inteiramente em madeira. As asas eram semi-rígidas cobertas com compensado, que eram fáceis de desmontar usando dois pinos.
Em junho de 1923, foi construído um protótipo semelhante ao "Tololoche" mas com dimensões maiores, que recebeu a matrícula "4-E-131" e foi apelidado de "Quetzalcóatl" ou "Tololoche grande" devido à sua grande semelhança com o "Tololoche". O "Quetzlcóatl" era equipado com um motor BMW IIIa de 6 cilindros em linha refrigerado a água de 185 hp (138 kW) e sua fuselagem era construída principalmente de madeira. Quatro "Quetzlcóatl" foram construídos, participando de voos de observação e bombardeio durante a rebelião Delahuertista.
Outro protótipo que foi construído quase simultaneamente com o "Quetzalcoatl", recebeu o registro "5-E-132", que foi apelidado de "México", este avião tinha dois assentos lado a lado e era equipado com um motor le Rhône de 80 cv (60 kW). Ele teve seu primeiro vôo em 21 de agosto de 1923.

## Variantes
Série E "Sonora"
Monoplano de asa baixa, foi a primeira versão da Série E e foi construído apenas um único exemplar impulsionado por um motor Le Rhône 9J de 110 cavalos de potência. Recebeu o registro 2-E-98.
Série E "Tololoche"
Monoplano de asa alta usado como caça monoposto, movido por um motor Le Rhône 18E de 160 cavalos de potência, tinha 2 metralhadoras sincronizadas com a hélice. O único exemplar recebeu o número de registro 3-E-130.
Série E "Quetzalcóatl"
(Também chamado de "Tololoche grande") semelhante ao Tololoche, mas com dimensões ampliadas, era movido por um motor BMW IIIa de 185 cavalos de potência. Quatro exemplares foram construídos.
Série E "México"
Versão com assentos lado a lado ("Sonora" e "Quetzalcoatl" tinham configuração tandem) movida por um motor Le Rhône 9C de 80 cavalos de potência. Foi feito apenas um exemplar que recebeu o registro 5-E-132.

## Especificações
Dados de: Mexican Aviation History, 
Airwar.ru: Sonora, 
Airwar.ru: Tololoche, 
Airwar.ru: Quetzalcóatl
Airwar.ru: Serie E (5-E-132),
| Características gerais   | Sonora                   | Tololoche                          | Quetzalcoatl                                                               | México                   |
| ------------------------ | ------------------------ | ---------------------------------- | -------------------------------------------------------------------------- | ------------------------ |
| Tripulação               | 1                        | 1                                  | 1                                                                          | 1                        |
| Capacidade               | 1 observador             | 0                                  | 1 observador/artilheiro                                                    | 1 observador             |
| Comprimento              | 6,80 m (22 pés 4 pol)    | 6,40 m (21 pés 0 pol)              | 7,20 m (23 pés 7 pol)                                                      | 6,81 m (22 pés 4 pol)    |
| Envergadura              | 8,10 m (26 pés 7 pol)    | 7,80 m (25 pés 7 pol)              | 8,50 m (27 pés 11 pol.)                                                    | 14,33 m (47 pés 0 pol)   |
| Altura                   | 2,10 m (6 pés 11 pol.)   | 2,40 m (7 pés 10 pol.)             | 2,74 m (9 pés 0 pol)                                                       | 2,59 m (8 pés 6 pol)     |
| Peso máximo de decolagem | 598 kg (1.318 lb)        | 860 kg (1.896 lb)                  | 1.120 kg (2.469 lb)                                                        | 798 kg (1.759 lb)        |
| Peso vazio               | 420 kg (926 lb)          | 679 kg (1.497 lb)                  | 870 kg (1.918 lb)                                                          | 579 kg (1.276 lb)        |
| Área da asa              | 17,80 m2 (191,6 pés2)    | 16,0 m2 (172,2 pés2)               | 22,4 m2 (241,1 pés2)                                                       | 25,92 m2 (279 pés2)      |
| Motor                    | 1 Le Rhône 9J, 110 HP    | 1 Le Rhône 18E, 160 HP             | 1 BMW IIIa, 185 HP                                                         | 1 Le Rhône 9C, 80 HP     |
| Performance              |                          |                                    |                                                                            |                          |
| Velocidade de cruzeiro   | 105 km/h (65 mph, 57 kn) | 195 km/h (121 mph, 105 kn)         | 160 km/h (99 mph, 86 kn)                                                   | 95 km/h (59 mph, 51 kn)  |
| Velocidade máxima        | 125 km/h (77 mph, 67 kn) | 225 km/h (140 mph, 121 kn)         | 192 km/h (119 mph, 104 kn)                                                 | 119 km/h (74 mph, 64 kn) |
| Autonomia                | n/D.                     | 1,5 hora                           | 1,5 hora                                                                   | 2 horas                  |
| Teto de serviço          | 3.500 m (11.483 pés)     | 6.300 m (20.669)                   | n/D.                                                                       | 5.000 m (16.404 pés)     |
| Razão de subida          | n/D.                     | 6,4 m/s (1.260 pés/m)              | n/D.                                                                       | n/D.                     |
| Armamento                |                          |                                    |                                                                            |                          |
| Armamento                | n/D.                     | 2 metralhadoras frontais de 7,7 mm | 2 metralhadoras frontais de 7,7 mm Bombas lançadas da cabine do observador | n/D.                     |